# 贾瓦德·卡里米
贾瓦德·卡里米（波斯語：‎；1998年3月1日—），伊朗男子排球运动员，2019年亚洲男子排球锦标赛金牌得主、2021年亚洲男子排球锦标赛金牌得主、2022年亚洲运动会男子排球金牌得主。